# Agenor
Agenor (Oudgrieks: Ἀγήνωρ, Agếnôr voor erg mannelijk) was een koning van Tyrus. Agenor was getrouwd met Telephassa. Vergilius suggereert dat hij de stamvader was van de Carthaagse koningin Dido.
Een gelijknamige persoon, Agenor, de vader van  Parthaon, leefde veel eerder. Agenor verwijst ook naar een van de vrijers van Penelope, echtgenote van Odysseus. Het is niet mogelijk dat dit dezelfde persoon is, want deze Agenor stierf kinderloos toen Odysseus de vrijers vermoordde.